# (9316) Rhamnus
(9316) Rhamnus (1988 PX2) – planetoida z pasa głównego asteroid okrążająca Słońce w ciągu 5,2 lat w średniej odległości 3 j.a. Odkryta 12 sierpnia 1988 roku.